# Чемпіонат Європи з кросу 2019
Чемпіонат Європи з кросу 2019 був проведений 8 грудня в Лісабоні.
Траси змагань були прокладені в міському парку «Бела Віста» (порт. Parque da Bela Vista).
Рішення про проведення чемпіонату було прийнято Радою Європейської легкоатлетичної асоціації 3 листопада 2017.
Переможці та призери традиційно визначались у трьох вікових категоріях в особистому та командному заліках. Крім цього, програма змагань включала змішану естафету.
Місце збірної команди країни-учасниці у підсумковому протоколі командного заліку визначалось шляхом складання місць трьох найкращих атлетів та атлеток у кожній віковій категорії за підсумками забігів. Чим менший показник становила сума складених місць, тим вище місце кожна збірна посідала у заліку командної першості. Водночас, регламент змагань передбачав вручення медалей у межах командної першості всім атлетам відповідної збірної, які дістались фінішу.

## Призери

### Чоловіки
| Першість    | Золото                                                                                                 | Золото  | Срібло                                                                      | Срібло | Бронза | Бронза |
| ----------- | --- | ------- | --------------------------------------------------------------------------- | ------ | --- | ------ |
| Особиста[a] | Арас Кая Туреччина                                                                                     | 30.10   | Єманеберхан Кріппа Італія                                                   | 30.21  | Жульєн Вандерс Швейцарія                                                                                    | 30.25  |
| Командна    | Велика Британія Ендрю Бутчарт (4) Бен Коннор (8) Крістіан Джонс (21) Патрік Дівер Адам Гіккі Том Еванс | 33 очки | Бельгія Суф'ян Бушикі (6) Айзек Кімелі (7) Лахсен Бушикі (22) Мікаель Сомер | 35     | Іспанія Антоніо Абадіо (10) Карлос Майо (13) Фернандо Карро (19) Хамід бен Дауд Нассім Гассаус Уассім Умаїз | 42     |

a  Робел Фсіха, який представляв Швецію у дорослому забігу та переміг з часом 29.59, наприкінці 2020 був дискваліфікований за порушення антидопінгових правил, внаслідок чого він втратив «золото» чемпіонату Європи з кросу, а медалі були перерозподілені між наступними трьома атлетами.
| Першість | Золото | Золото  | Срібло | Срібло | Бронза                                                                                              | Бронза |
| -------- | --- | ------- | --- | ------ | --------------------------------------------------------------------------------------------------- | ------ |
| Особиста | Джиммі Грессьє Франція                                                                                                 | 24.17   | Елзан Бібич Сербія | 24.25  | Абдессамад Ухельфен Іспанія                                                                         | 24.34  |
| Командна | Франція Джиммі Грессьє (1) Фаб'ян Пальку (6) Мохамед-Амін ель Буажажі (10) Юго Ай П'єррік Жоктер-Монрозьє Луїс Жилавер | 17 очок | Італія Йоганес К'яппінеллі (5) Якопо де Маркі (7) Себастьяно Пароліні (17) Ріккардо Муньйоссо Паскуале Сельвароло Сергій Полікарпенко | 29     | Німеччина Давор Біненфельд (14) Маркус Гергер (15) Мохамед Мохумед (16) Нільс Фойгт Яннік Зельгефер | 45     |

| Першість | Золото | Золото  | Срібло | Срібло | Бронза                                                                                                   | Бронза |
| -------- | --- | ------- | --- | ------ | --- | ------ |
| Особиста | Якоб Інгебрігтсен Норвегія                                                                                    | 18.20   | Аєтулла Асланган Туреччина                                                                                 | 18.58  | Ефрем Гідей Ірландія                                                                                     | 19.01  |
| Командна | Велика Британія Чарльз Гікс (5) Метью Вілліс (9) Закарія Махамед (11) Вілл Барнікот Геміш Армітт Метью Стонір | 25 очок | Норвегія Якоб Інгебрігтсен (1) Гокон Ставік (8) Ібрагім Бурас (29) Магнус Тув Мюре Йонатан Андерсен Ведвік | 38     | Португалія Етсон Барруш (4) Дуарте Гомеш (14) Мігел Морейра (21) Рубен Амарал Мігел Рібейру Нуну Перейра | 39     |

### Жінки
| Першість | Золото                                                                                                | Золото  | Срібло | Срібло | Бронза                                                                                          | Бронза |
| -------- | --- | ------- | --- | ------ | ----------------------------------------------------------------------------------------------- | ------ |
| Особиста | Ясмін Джан Туреччина                                                                                  | 26.52   | Кароліне Б'єркелі Гревдаль Норвегія                                                                                  | 27.07  | Самравіт Менгстеаб Швеція                                                                       | 27.43  |
| Командна | Нідерланди Сюзан Крумінс (4) Іп Вастенбург (5) Маурен Костер (11) Юлія ван Вельтховен Джилл Голтерман | 20 очок | Велика Британія Шарлотт Артер (7) Мелісса Кортні (8) Піппа Вульвен (9) Джессіка Пясецькі Кейт Ейвері Веріті Оккенден | 24     | Німеччина Елена Буркард (6) Фаб'єнн Амрайн (19) Катерина Гранц (25) Дебора Шенеборн Ганна Кляйн | 50     |

| Першість | Золото                                                                     | Золото  | Срібло | Срібло | Бронза | Бронза |
| -------- | -------------------------------------------------------------------------- | ------- | --- | ------ | --- | ------ |
| Особиста | Анна Емілі Меллер Данія                                                    | 20.30   | Ясмейн Лау Нідерланди                                                                                      | 21.09  | Стефані Коттер Ірландія                                                                                   | 21.15  |
| Командна | Нідерланди Ясмейн Лау (2) Ясмейн Баккер (4) Діане ван Ес (11) Фамке Гейнст | 17 очок | Ірландія Стефані Коттер (3) Ейліш Фланаган (9) Розін Фланаган (17) Фіен Свіні Клер Феган Сорча Макаллістер | 29     | Велика Британія Бронвен Овен (7) Амелія Квірк (15) Поппі Танк (18) Ханна Наттолл Елеанор Болтон Карі Г'юз | 40     |

| Першість    | Золото | Золото  | Срібло | Срібло | Бронза                                                                                          | Бронза  |
| ----------- | --- | ------- | --- | ------ | ----------------------------------------------------------------------------------------------- | ------- |
| Особиста    | Надя Баттоклетті Італія                                                                                     | 13.58   | Клара Лукан Словенія                                                                                               | 14.01  | Маріана Машаду Португалія                                                                       | 14.10   |
| Командна[a] | Велика Британія Іззі Фрай (6) Саскія Міллард (11) Амелія Семюелс (12) Сіра Джеммелл Меган Кіт Олівія Мейсон | 29 очок | Італія Надя Баттоклетті (1) Анджела Маттеві (13) Людовіка Каваллі (15) Анна Арнаудо Джада Лікандро Лаура Пеллікоро | 29     | Франція Манон Трапп (9) Флаві Ренуар (10) Ана Ежлер (19) Береніс Фюльширон Емілі Рено Клер Палу | 38 очок |

a  Британська жіноча юніорська команда виборола командне «золото» на підставі положення регламенту змагань, згідно з яким у разі рівності очок більш високе місце посідала та збірна, у якої третій заліковий атлет посів більш високе місце порівняно з аналогічним атлетом іншої збірної.

### Змішана естафета
У складі кожної команди виступали двоє чоловіків та двоє жінок. Кожен з них біг по 1 колу, а загальна довжина 4 кіл естафетної дистанції склала 6,228 км. Порядок та довжина етапів були наступними: жінки (1,625 км) — чоловіки (1,5 км) — жінки (1,5 км) — чоловіки (1,6 км).
| Дистанція         | Золото                                                                          | Золото | Срібло                                                                  | Срібло | Бронза                                                    | Бронза |
| ----------------- | ------------------------------------------------------------------------------- | ------ | ----------------------------------------------------------------------- | ------ | --------------------------------------------------------- | ------ |
| 4 кола (6,228 км) | Велика Британія Сара Мак-Дональд Джеймс Мак-Маррей Александра Белл Джонні Девіс | 17.55  | Білорусь Катерина Корнієнко Артем Калачов Ольга Немогай Сергій Платонов | 18.01  | Франція Орор Флері Яні Хелаф Сандра Бов'єр Алексіс М'єлле | 18.05  |

## Медальний залік
| Місце                | Країна               | Золото | Срібло | Бронза | Загалом |
| -------------------- | -------------------- | ------ | ------ | ------ | ------- |
| 1                    | Велика Британія      | 5      | 0      | 1      | 6       |
| 2                    | Туреччина            | 2      | 1      | 0      | 3       |
| 3                    | Франція              | 2      | 0      | 2      | 4       |
| 4                    | Італія               | 1      | 3      | 0      | 4       |
| 5                    | Норвегія             | 1      | 2      | 0      | 3       |
| 6                    | Нідерланди           | 1      | 1      | 0      | 2       |
| 7                    | Данія                | 1      | 0      | 0      | 1       |
| 8                    | Ірландія             | 0      | 2      | 2      | 4       |
| 9                    | Бельгія              | 0      | 1      | 0      | 1       |
| 9                    | Білорусь             | 0      | 1      | 0      | 1       |
| 9                    | Сербія               | 0      | 1      | 0      | 1       |
| 9                    | Словенія             | 0      | 1      | 0      | 1       |
| 13                   | Португалія           | 0      | 0      | 3      | 3       |
| 14                   | Іспанія              | 0      | 0      | 2      | 2       |
| 15                   | Німеччина            | 0      | 0      | 1      | 1       |
| 15                   | Швейцарія            | 0      | 0      | 1      | 1       |
| 15                   | Швеція               | 0      | 0      | 1      | 1       |
| Загалом (17 збірних) | Загалом (17 збірних) | 13     | 13     | 13     | 39      |

## Українці на чемпіонаті
Критерії та умови відбору до команди для участі у чемпіонаті Європи з кросу були затверджені Радою ФЛАУ 23 березня 2019.
Склад збірної України для участі в чемпіонаті був затверджений рішенням виконавчого комітету ФЛАУ.
За підсумками виступу українських спортсменів на чемпіонаті, виконавчий комітет ФЛАУ визнав виступ команди незадовільним.

### Чоловіки
| Місце | Атлет                               | Результат |
| ----- | ----------------------------------- | --------- |
| 26    | Богдан-Іван Городиський Київ        | 31.31     |
| 37    | Іван Стребков Тернопільська область | 31.51     |
| 49    | Дмитро Сірук Рівненська область     | 32.26     |

| Місце | Атлет                                | Результат |
| ----- | ------------------------------------ | --------- |
| 28    | Антон Грабовський Рівненська область | 25.32     |
| 36    | Вадим Лонський Донецька область      | 25.52     |
| 44    | Артем Алфімов Донецька область       | 25.58     |

| Місце | Атлет                                  | Результат |
| ----- | -------------------------------------- | --------- |
| 66    | Андрій Краковецький Вінницька область  | 20.16     |
| 69    | Олександр Чорнобривий Донецька область | 20.19     |
| 79    | Василь Сабуняк Київ                    | 20.29     |

### Жінки
| Місце | Атлетка                            | Результат |
| ----- | ---------------------------------- | --------- |
| 28    | Дар'я Михайлова Київська область   | 29.18     |
| 42    | Вікторія Хапіліна Донецька область | 30.19     |
| 45    | Ірина Бубняк Київ                  | 30.38     |

| Місце | Атлетка                            | Результат |
| ----- | ---------------------------------- | --------- |
| 14    | Богдана Семьонова Донецька область | 21.56     |
| 42    | Вікторія Шкурко Київська область   | 23.06     |
| 45    | Ярослава Ястреб Київська область   | 23.15     |

| Місце | Атлетка                                     | Результат |
| ----- | ------------------------------------------- | --------- |
| 65    | Іванна Кух Волинська область                | 15.54     |
| 76    | Тамара Север'янова Харківська область       | 16.08     |
| 83    | Катерина Онісімова Дніпропетровська область | 16.23     |

### Змішана естафета
| Місце | Команда | Результат |
| ----- | --- | --------- |
| 11    | Валентина Кілярська Полтавська областьОлег Каяфа Київська областьОлеся Дідоводюк Закарпатська областьЮрій Кіщенко Київська область | 19.14     |